# لاناخ
لاناخ (به آلمانی: Lannach) یک منطقهٔ مسکونی در اتریش است که در دویچلندسبرگ واقع شده‌است. لاناخ ۱۹٫۸۵ کیلومتر مربع مساحت دارد ۳۴۹ متر بالاتر از سطح دریا واقع شده‌است.